# تئودور سودبرگ
تئودور سودبرگ (سوئدی: Theodor H. E. ("The") Svedberg زاده ۳۰ اوت ۱۸۸۴ – درگذشته ۲۵ فوریه ۱۹۷۱) شیمیدان سوئدی بود که در دانشگاه آپسالا کار می کرد و برنده جایزه نوبل شیمی شد.

## زندگی
تئودور سوِدبرگ در ۳۰ اوت ۱۸۸۴ در یَولبوری سوئد بدنیا آمد. پدر وی الیاس سودبرگ و مادرش آگوستا آلسترمارک بود. وی در سال ۱۹۰۵ دوره کارشناسی و در سال ۱۹۰۷ دوره کارشناسی ارشد و در سال ۱۹۰۸ دوره دکترایش را به پایان رسانید.

## تحقیقات
کار سودبرگ روی کلوئیدها از تئوری های حرکت براونی که توسط آلبرت انشتین و ژئوفیزیکدان لهستانی، ماریان اسمولوخوفسکی مطرح شده بود، پشتیبانی می کرد. وی در طول این کار، تکنیک اولتراسانتریفیوژ تحلیلی را توسعه داد و توانایی آن را در تمایز پروتئین‌های خالص از یکدیگر نشان داد.

## جوایز و افتخارات
واحد سودبرگ (با نماد S)، واحد زمان معادل ۱۳-۱۰ ثانیه یا  fs‏۱۰۰ ، که در محاسبات زمان ته‌نشینی کلوئیدها کاربرد دارد، به نام وی نام‌گذاری شده‌است. همچنین آزمایشگاه سودبرگ در اوپسالا به نام وی نامگذاری شده است.
وی همچنین برنده چندین جایزه از جمله جایزه نوبل شیمی (۱۹۲۶)، مدال فرانکلین (۱۹۴۹)، همکار انجمن سلطنتی (۱۹۴۴)، و سه بار جایزه بیورکنسکا در سال‌های ۱۹۱۳ و ۱۹۲۳ و ۱۹۲۶ شده‌است.
نامزدی سودبرگ برای انجمن سلطنتی چنین اعلام شد: "برجستگی به خاطر کار خود در شیمی فیزیک کلوئیدی و توسعه اولتراسانتریفوژ"